# Кувајт на Светском првенству у атлетици на отвореном 2011.
Кувајт је учествовао на 13. Светском првенству у атлетици на отвореном 2011. одржаном у Тегу од 27. августа до 4. септембра. Репрезентација Кувајта предстрављла су 2 такмичара који су се такмичили у 2 дисциплине.,.

На овом првенству такмичари Кувајта нису освојили ниједну медаљу нити су остварили неки резултат..

## Учесници
Мушкарци :
- Мухамед Ал Аземи — 800 м
- Али Мухамед Ал-Зинкави — Бацање кладива

## Резултати

### Мушкарци
| Атлетичар              | Дисциплина     | Лични рекорд | Квалификације | Квалификације | Полуфинале        | Полуфинале        | Финале               | Финале               | Детаљи |
| Атлетичар              | Дисциплина     | Лични рекорд | Резултат      | Место         | Резултат          | Место             | Резултат             | Место                | Детаљи |
| ---------------------- | -------------- | ------------ | ------------- | ------------- | ----------------- | ----------------- | -------------------- | -------------------- | ------ |
| Мухамед Ал Аземи       | 800 м          | 1:44.13 НР   | 1:46,64 кв    | 5. у гр. 5    | Није завршио трку | Није завршио трку | Није се квалификовао | Није се квалификовао |        |
| Али Мухамед Ал-Зинкави | Бацање кладива | 79,74 НР     | 75,35         | 5. у гр. А    |                   |                   | Није се квалификовао | 13 / 35              |        |